# Direcció general d'Organització i Inspecció
La Direcció general d'Organització i Inspecció és un òrgan de gestió de l'actual Ministeri de Foment d'Espanya.

## Funcions
Les funcions de la Direcció general de Programació Econòmica i Pressupostos es recullen en l'article 13 del Reial decret 362/2017:
- La gestió del règim interior i dels serveis generals dels òrgans centrals i perifèrics del Departament.
- La direcció i organització del registre general, dels serveis de documentació i arxiu, així com la gestió de la biblioteca general del Ministeri i la gestió i desenvolupament dels serveis de documentació en matèria de transports.
- La programació i gestió de la política d'adquisicions dels recursos materials del Departament.
- La programació i gestió de la política patrimonial del Departament incloent les obres de construcció i conservació dels edificis i instal·lacions de tots els centres directius.
- Les funcions de gestió i administració dels recursos humans del Departament, entre les quals es troben l'elaboració i tramitació de les relacions de llocs de treball i de les seves modificacions, així com la coordinació de la política de recursos humans dels ens, entitats públiques empresarials, societats i fundacions estatals adscrits al Ministeri de Foment d'Espanya, especialment en les seves relacions amb el Ministeri d'Hisenda i Funció Pública, sense perjudici de la seva dependència funcional dels òrgans ministerials corresponents.
- La preparació i tramitació de l'oferta d'ocupació pública, dels processos selectius per a la cobertura dels llocs de treball del Departament i la programació i gestió del pla de formació del personal.
- La gestió dels programes d'acció social, les relacions amb les organitzacions sindicals, la vigilància de la salut del personal del Ministeri, la prevenció de riscos laborals de la Subsecretaria i la coordinació de l'activitat preventiva de la resta del Departament així com la representació del Departament davant el Ministeri d'Ocupació i Seguretat Social en els casos de conflicte col·lectiu.
- La direcció i gestió del Centre d'Educació Infantil.
- La gestió financera i de tresoreria del Departament; l'elaboració, tramitació i abonament de les nòmines de personal; la contractació corresponent als serveis comuns, la gestió del Portal de Contractació i qualsevol altra competència financera i de contractació no atribuïda a altres òrgans del Ministeri.
- La gestió de l'atorgament d'ajudes en l'àmbit de competències del Ministeri de Foment no atribuïdes a altres òrgans del Departament.
- La inspecció i supervisió dels serveis per garantir el compliment de la normativa, mitjançant l'anàlisi i revisió de l'organització, la seva actuació i el seu funcionament; la racionalització i simplificació dels procediments i mètodes de treball i la proposta i impuls de mesures per a la reducció de les càrregues administratives i per a l'eficàcia, eficiència i qualitat dels serveis, així com l'avaluació del compliment de plans i programes anuals i plurianuals en els termes previstos en la normativa. L'àmbit d'actuació i funcions concretes s'estendran sobre tots els serveis de l'organització administrativa central i perifèrica del Ministeri i dels organismes públics vinculats o dependents del mateix, sense perjudici de les funcionis inspectores atribuïdes al Ministeri d'Hisenda i Funció Pública respecte als serveis integrats en les Delegacions i Subdelegacions del Govern.
- La inspecció i recepció de l'obra de competència del Ministeri i dels organismes públics i societats mercantils estatals, vinculats o dependents del mateix, mitjançant l'anàlisi i control en totes les seves fases dels aspectes legals, tècnics, funcionals i administratius, qualsevol que sigui la qualificació del contracte del que l'obra es derivi, sense perjudici de les competències dels òrgans sectorials en la matèria.
- L'adreça i coordinació de l'estratègia sobre Tecnologies de la Informació i les Comunicacions (TIC) en el Departament, incloent la planificació i gestió de les infraestructures tecnològiques i les xarxes i serveis de comunicacions; les funcions de manteniment i reparació d'equips informàtics del Departament, així com la gestió tècnica en matèria d'adquisició de llicències i equips informàtics.
- L'anàlisi, desenvolupament, implantació i manteniment dels sistemes d'informació en l'àmbit de les competències del Ministeri de Foment, incloent la gestió tècnica de la contractació de serveis TIC.
- La coordinació i l'impuls de la implantació de l'Administració Electrònica, en els termes previstos en la Llei 39/2015, d'1 d'octubre, de Procediment Administratiu Comú de les Administracions Públiques, així com la coordinació i gestió dels serveis del Departament en Internet, el portal web, la seu electrònica i els serveis d'intranet del Ministeri de Foment.
- El desenvolupament de les funcions relacionades amb el principi d'igualtat efectiva entre dones i homes en l'àmbit de les competències del Ministeri de Foment, d'acord amb el que es disposa en la Llei Orgànica 3/2007, de 22 de març, per a la igualtat efectiva de dones i homes.
- La gestió de la informació administrativa i atenció al ciutadà, així com del Registre únic de queixes, reclamacions i consultes del Ministeri de Foment i la promoció del coneixement per la ciutadania dels serveis que presta el Ministeri de Foment i de la qualitat dels mateixos.
- L'exercici de les funcions de la Unitat d'Informació als efectes que determina la Llei 19/2013, de 9 de desembre, de Transparència, accés a la informació pública i bon govern i la tramitació i proposta de resolució dels escrits formulats a l'empara del dret de petició.
- La gestió de la comunicació i de la publicitat institucional del Departament, l'elaboració del Pla anual de Publicitat del Ministeri de Foment, així com la col·laboració en l'execució de la política editorial del Departament.
- La coordinació de les accions de comunicació i de publicitat dels organismes i empreses dependents del Ministeri i l'organització, conjuntament amb l'òrgan directiu corresponent, de la participació del Ministeri de Foment en congressos, fires i exposicions.
- La coordinació de les Àrees Funcionals del departament integrades en les Delegacions del Govern.

## Estructura
De la Direcció general de Programació Econòmica i Pressupostos depenen els següents òrgans:
- Oficialia Major.
- Subdirecció General de Recursos Humans.
- Subdirecció General d'Administració i Gestió Financera.
- Subdirecció General d'Inspecció de Serveis i Obres.
- Subdirecció General de Tecnologies de la Informació i Administració Electrònica.
- Subdirecció General d'Informació Administrativa i Atenció al Ciutadà.

A més, el titular de la Direcció general d'Organització i Inspecció presideix la Junta de Contractació del Ministeri de Foment.

## Directors generals
- Javier Sánchez Fuentefría (2018-)[2]
- Virginia de los Reyes Pérez Alegre (2017-2018)[3]